# Кунакбаевский сельсовет
Кунакбаевский сельсовет — муниципальное образование в Учалинском районе Башкортостана.
Согласно Закону о границах, статусе и административных центрах муниципальных образований в Республике Башкортостан имеет статус сельского поселения.

## Состав сельсовета
- с. Кунакбаево,
- д. Абдулкасимово,
- с. Ильтебаново,
- д. Кубяково,
- с. Юлдашево.

В 2004 году в состав территории сельсовета передана деревня Кубяково из Имангуловского сельсовета.

## История
Закон Республики Башкортостан от 17 декабря 2004 г. № 125-з «Об изменениях в административно-территориальном устройстве Республики Башкортостан, изменениях границ и преобразованиях муниципальных образований в Республике Башкортостан», статья 1. «Изменения в административно-территориальном устройстве Республики Башкортостан», п.88,110, гласит:
88. Изменить границы Кунакбаевского и Имангуловского сельсоветов Учалинского района согласно представленной схематической карте, передав часть территории площадью 2056 га Кунакбаевского сельсовета Учалинского района в состав территории Имангуловского сельсовета Учалинского района.

110. Изменить границы Имангуловского и Кунакбаевского сельсоветов Учалинского района согласно представленной схематической карте, передав деревню Кубяково Имангуловского сельсовета Учалинского района в состав территории Кунакбаевского сельсовета Учалинского района.

## Население
| 2002  | 2009  | 2010  | 2012  | 2013  | 2014  | 2015  |
| ----- | ----- | ----- | ----- | ----- | ----- | ----- |
| 1896  | ↗2348 | ↘1940 | ↗1974 | ↗1981 | ↘1915 | ↗1916 |
| 2016  | 2017  | 2018  |       |       |       |       |
| ↗1923 | ↘1913 | ↘1897 |       |       |       |       |